# Ambohitseheno
Ambohitseheno is een plaats en commune in het centrum van Madagaskar, behorend tot het district Manjakandriana, dat gelegen is in de regio Analamanga. Tijdens een volkstelling in 2001 telde de plaats 6.020 inwoners.
De plaats biedt naast lager onderwijs ook middelbaar onderwijs aan. 80 % van de bevolking werkt als landbouwer. De belangrijkste landbouwproducten zijn rijst en bonen; andere belangrijke producten zijn maniok, zoete aardappelen en taro. Verder is 10% actief in de dienstensector en heeft 10% een baan in de industrie.